# Aplocera submundulata
Aplocera submundulata är en fjärilsart som beskrevs av Otto Staudinger 1892. Aplocera submundulata ingår i släktet Aplocera och familjen mätare. Inga underarter finns listade i Catalogue of Life.